# 다올
다올(1997년 ~ )은 대한민국의 가수다.

## 방송
- 브이에스 (2023) - Top62

## 음반
- 처음 (2021)

## 수상
- 경향실용음악콩쿠르 금상

## 기타
- 이진아 <먹고 싶은 것도 많아> (2022) - 코러스
- 이진아 <람팜팜> (2022) - 코러스